# いわき湯本温泉
いわき湯本温泉（いわきゆもとおんせん）は、福島県いわき市（旧国陸奥国、明治以降は磐城国）にある温泉。かつては常磐湯本温泉と呼ばれていた。1300年以上の歴史を持ち、湯本の地名は平安時代に遡る。

## 泉質
- 含硫黄-ナトリウム-塩化物・硫酸塩温泉[2]

源泉温度は58.3度で、毎分5,000Lの湧出量がある。
現在は、かつてこの地にあった常磐炭田の坑底をボーリングして温泉を汲み上げている。
月岡温泉、磐梯熱海温泉とともに「磐越三美人湯」に数えられている。

## 温泉街
湯本駅前から山側に、温泉通り沿いに温泉街が広がる。
共同浴場は3軒存在する。その中の「さはこの湯」は日帰り入浴施設に近い感じである。
温泉街の西側には巨大温泉リゾート施設「スパリゾートハワイアンズ」が存在する。また同じく温泉街西側にある日本中央競馬会競走馬リハビリテーションセンターには馬用の温泉入浴施設があり、しばしばテレビ番組で競走馬が温泉に浸かってる様子が放映される。

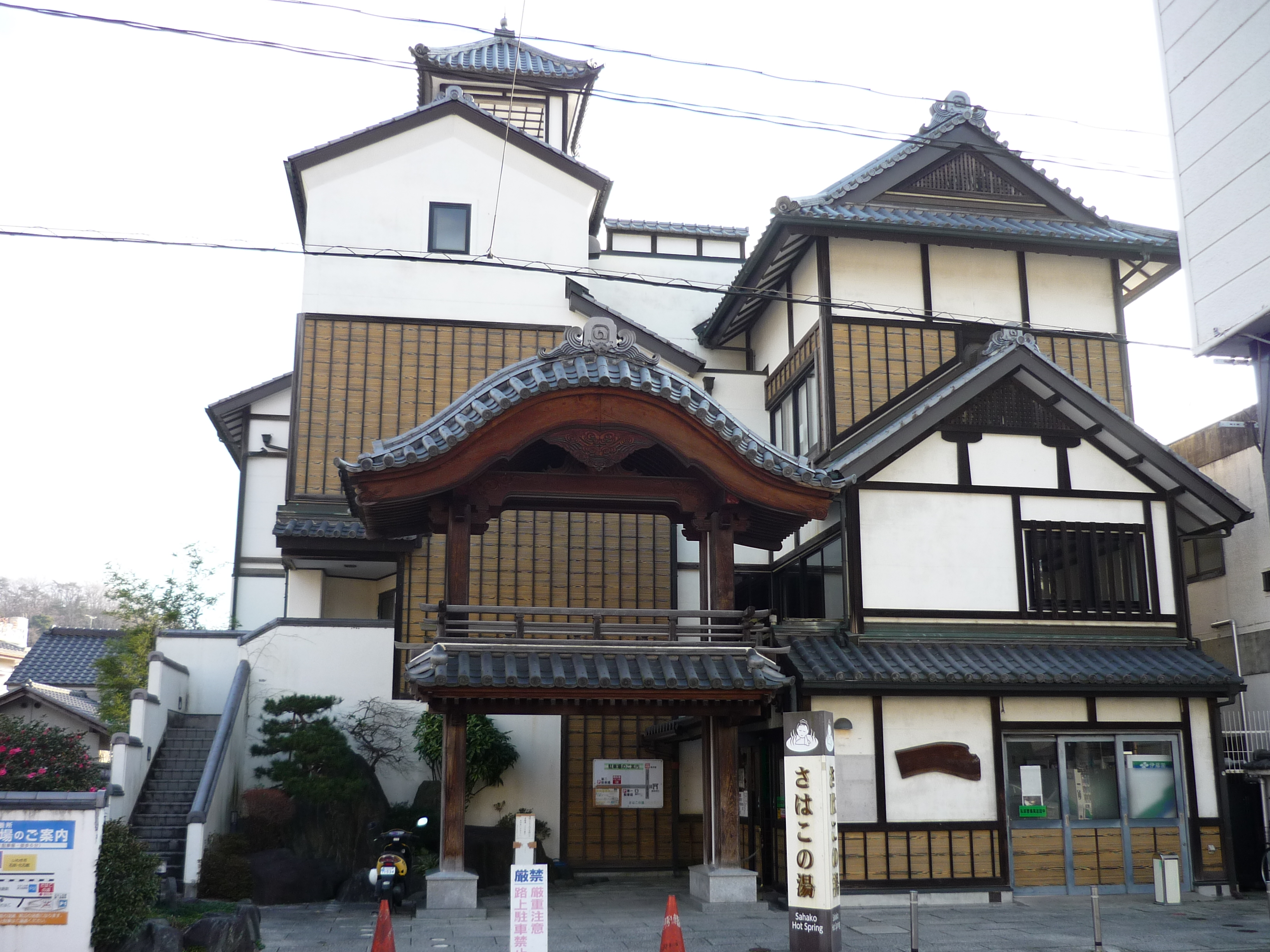
さはこの湯
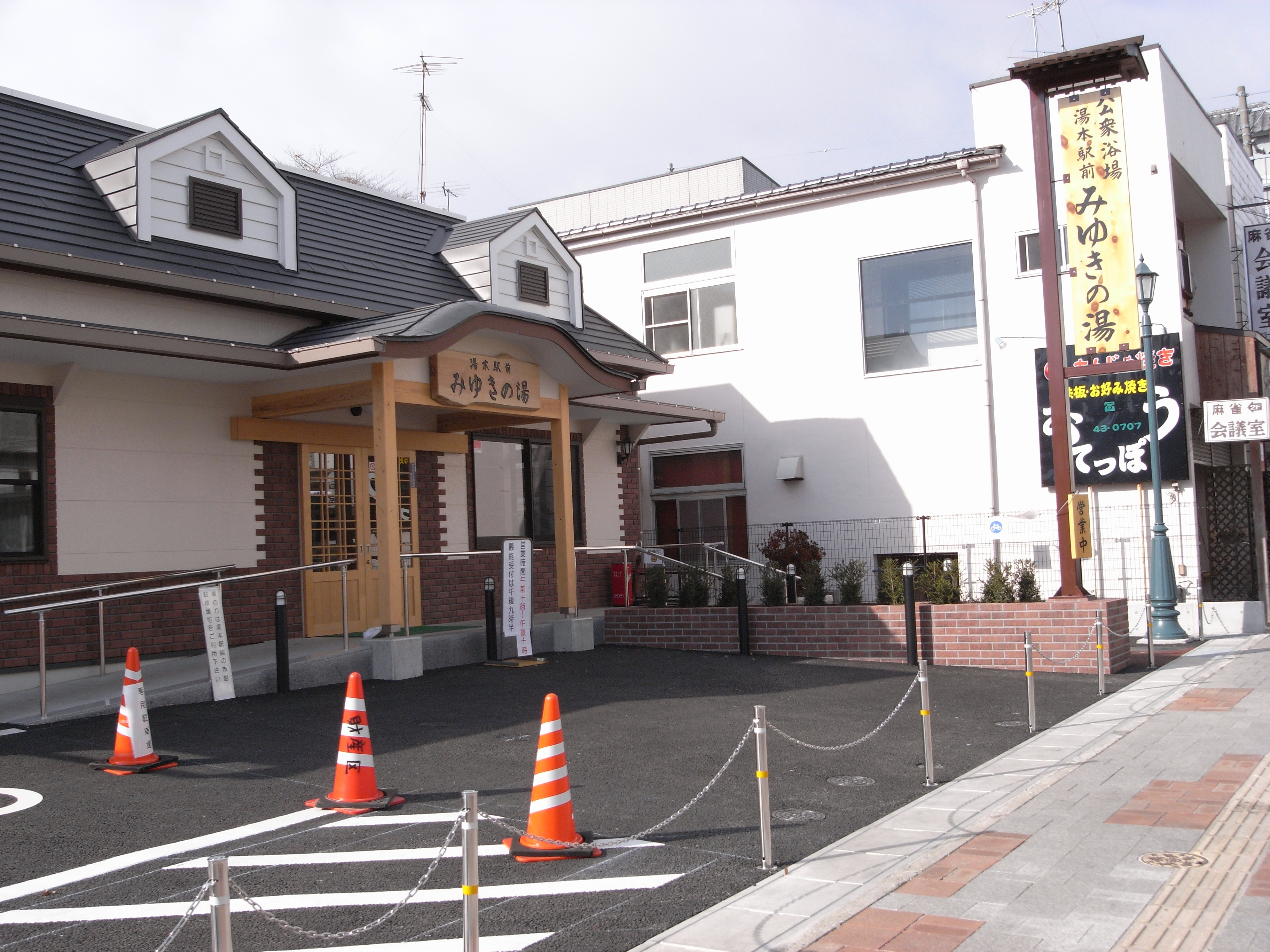
みゆきの湯
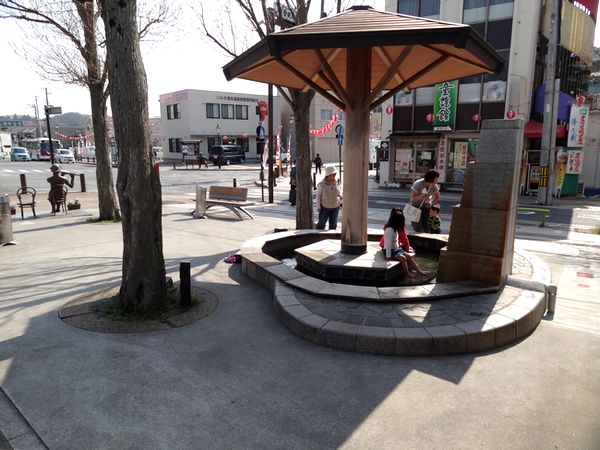
湯本駅前の足湯
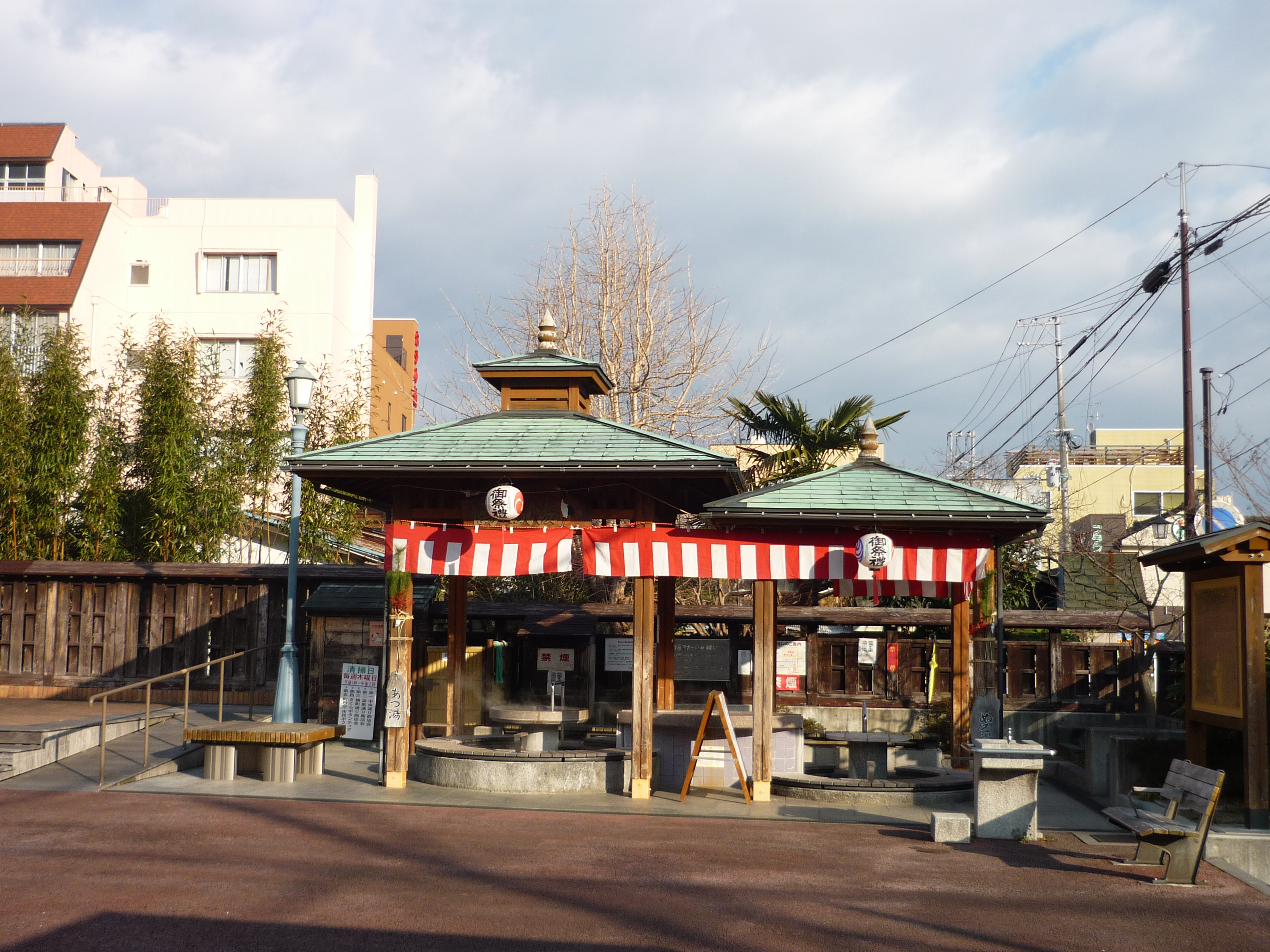
鶴のあし湯
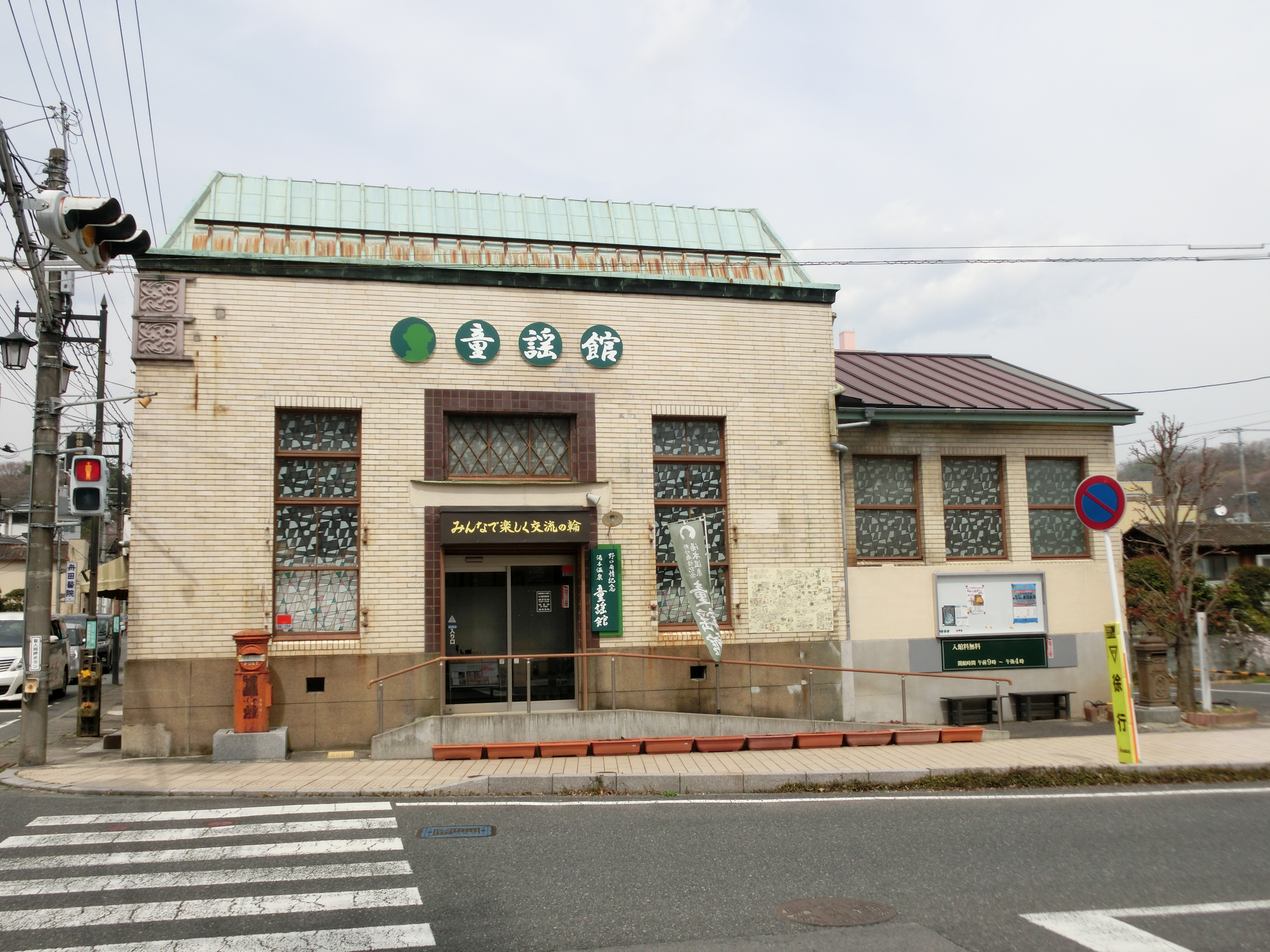
野口雨情記念湯本温泉童謡館
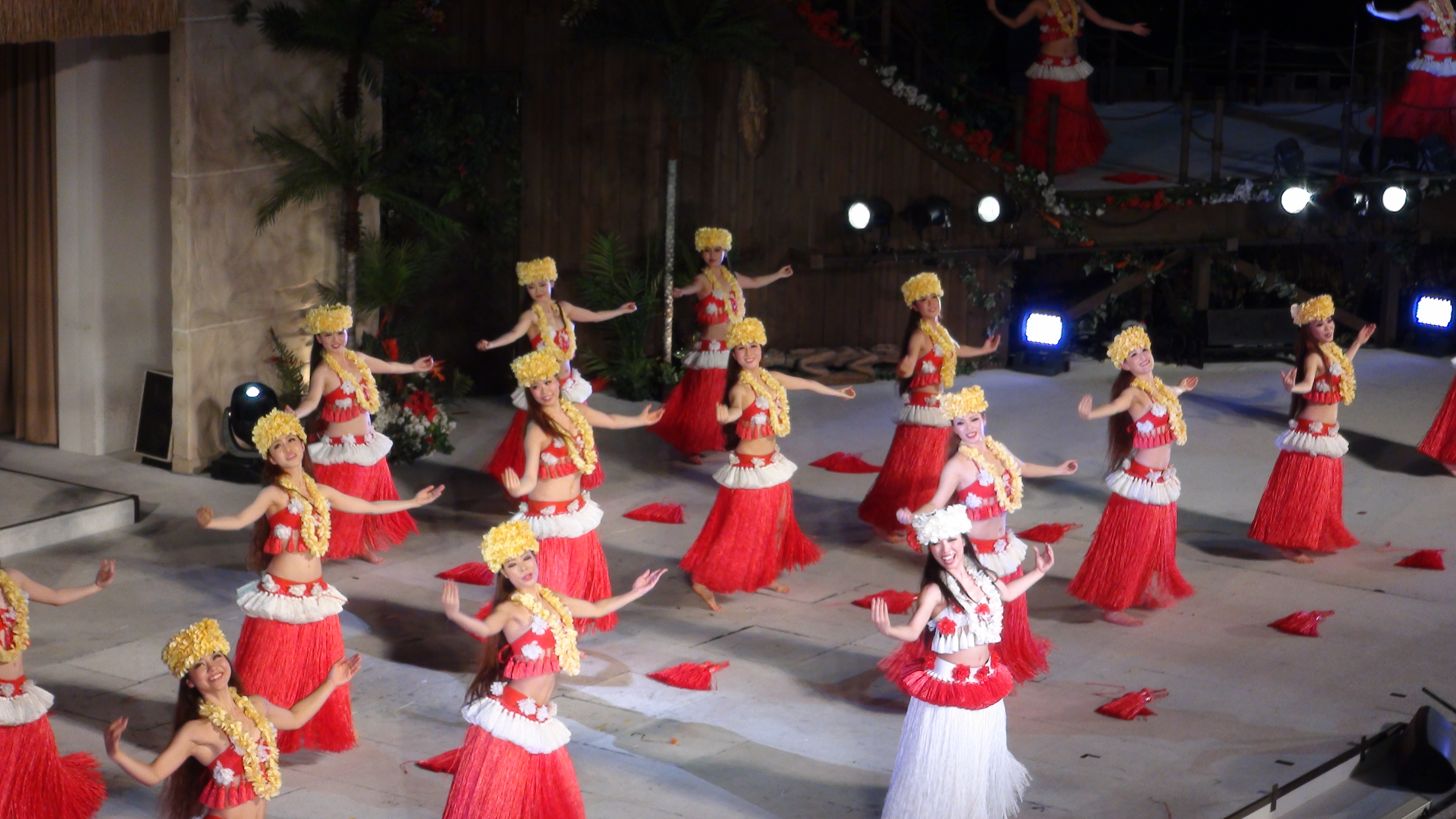
スパリゾートハワイアンズのフラガール

## 歴史

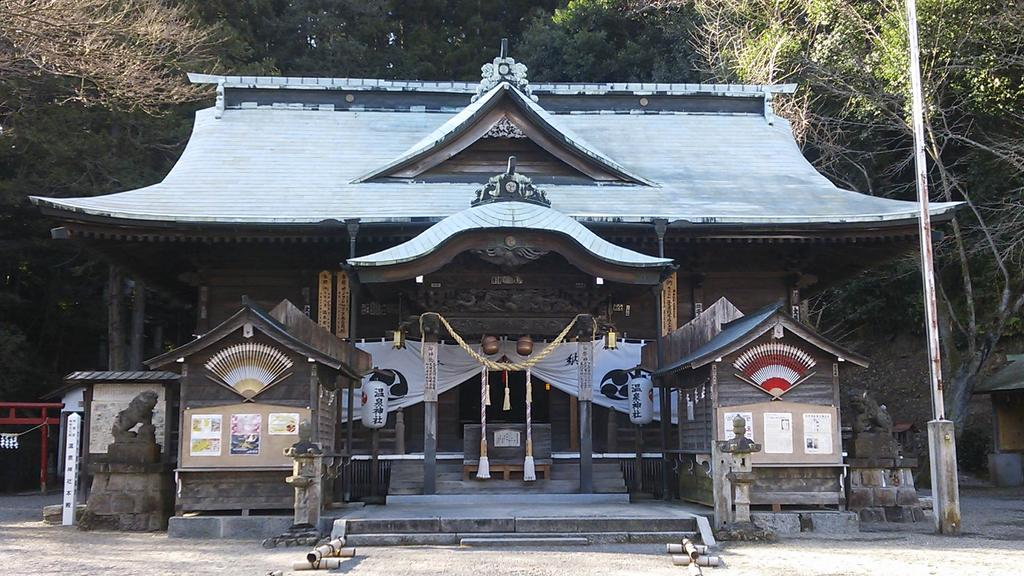
温泉神社

開湯の歴史は古く、奈良時代であるとされ、古くはこの地を「佐波古」と呼んだ。伝承によると、傷を負った一羽の丹頂鶴がこの地の泉に降り立ち、湯浴みをしている所、可哀相に思った若夫婦の旅人が傷口を丹念に洗い流したところ、そのツルは元気に飛び立ち、そして数日後ツルが化けた貴女が現れ、巻物を2人に授けた。そこにはこの御湯を開き、天寿を全うせよとあり、以来そこに「佐波古」の湯が開かれたとされる。
延長五年の『延喜式神名帳』には、この湯に鎮座する磐城郡温泉（ゆの）神社の名前が撰上されるようになり、それに因みいつしか「日本三古泉」という言葉を宣伝文句に用いるようになった（因みに『日本書紀』に記載された「日本三古湯」が採り上げられる場合は有馬温泉、道後温泉と並び、「牟婁の湯」すなわち白浜温泉が該当する）。また、平安の時代には既に「湯本」という地名が用いられており、磐城郡の湯本温泉として知られるようになった。
また、鎌倉時代には「三箱の湯」として、信濃御湯、名取御湯ともに三御湯に数えられている（いわき湯本の代わりに犬養御湯が入る場合もある）。
以上の宣伝も兼ねた経緯で神聖な湯として名を馳せ、その効能も旅人などに知られるようになり、湯治の名所として発展を遂げるようになった。江戸時代には陸前浜街道の宿場としても栄えた。
明治時代に入って石炭採掘（常磐炭田、磐城炭鉱を参照）が始まると、坑内から温泉が多く出水した。このことは地底の泉脈が破壊されたことを意味し、1919年に温泉の地表への湧出は止まってしまった。その後、炭鉱側との協議により温泉が復活することができたのは1942年である。

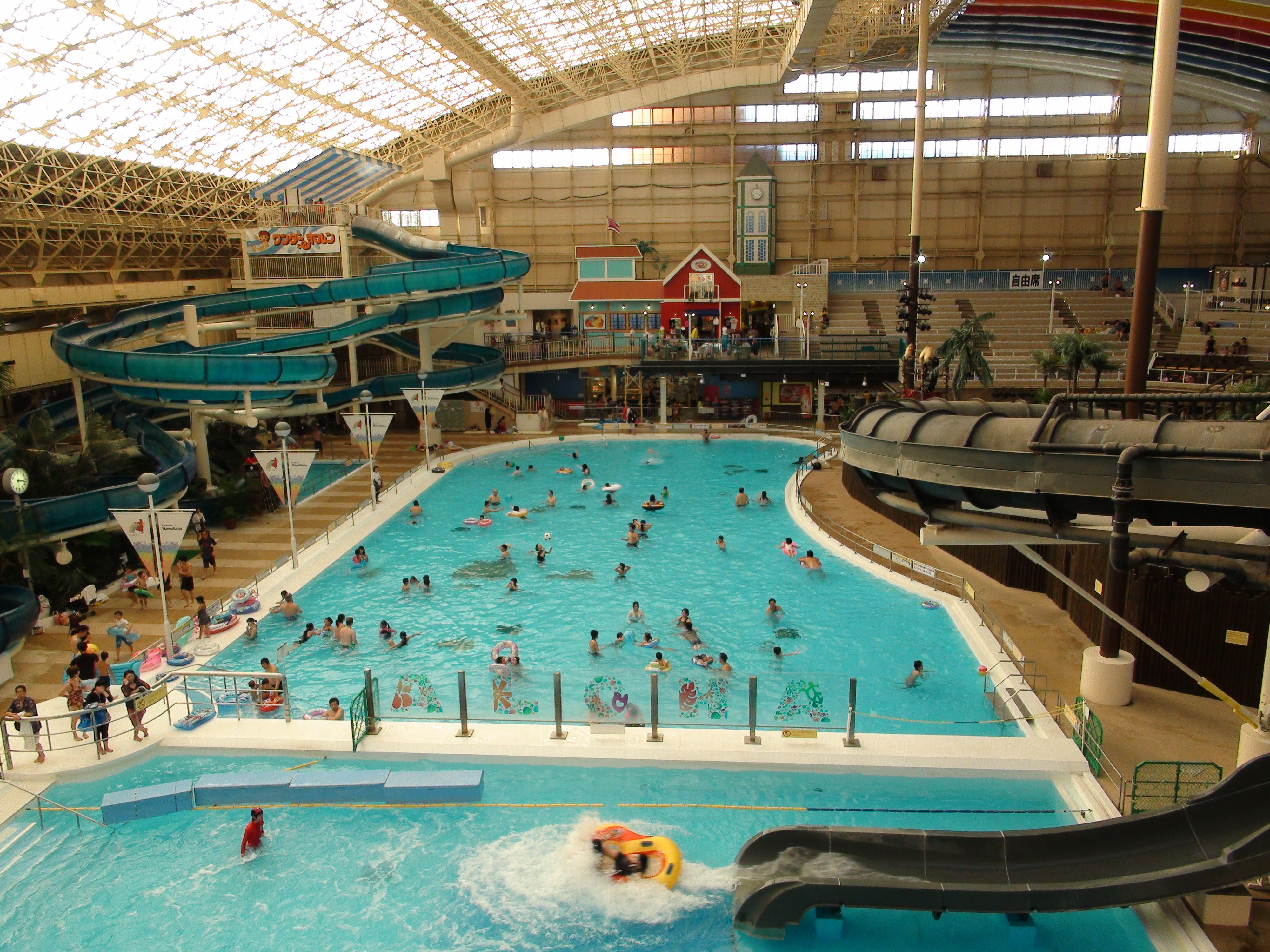
スパリゾートハワイアンズ

石炭産業が斜陽化すると、採掘に携わっていた常磐炭礦は石炭産業から観光産業への脱却を図った。1966年には常磐ハワイアンセンター（現・スパリゾートハワイアンズ）をオープンする。当時は珍しかった温泉プールやレジャー施設、その中でもフラダンスショーを目玉にした狙いは成功し、常磐湯本温泉の名を一気に高めた。センター従業員やダンサー、バンドメンバーには炭鉱従業員とその家族を採用するなど、失業した炭鉱従業員・家族に雇用の場を与え、生活支援をするという側面もあった。また、現在各地にある温泉テーマパークの先駆的役割も果たしている。
オイルショックの時は、館内の気温を調整するボイラーが原油価格高騰により充分な室温を保てず、「常磐アラスカセンター」などと揶揄されたこともあるが、その後は復活して今日を迎えている。この炭鉱から観光へのストーリーは『フラガール』として映画化された。また、この時に「常磐湯本温泉」から「いわき湯本温泉」に改名している。
日本各地に存在する「湯本温泉」とともに「ゆもと湯けむり5名湯」という宿泊スタンプラリーを定期的に開催している。参加している温泉地はいわき湯本温泉の他に、ニセコ湯本温泉、岩手湯本温泉（湯田温泉峡湯本温泉）、岩瀬湯本温泉、長門湯本温泉である。
2008年1月には、別府温泉で行われているオンパクを導入し、「いわきフラオンパク」というイベントを開催している。オンパクの開催は日本で4番目である。
2011年に発生した東日本大震災やそれに伴う福島第一原子力発電所事故で、設備・風評被害を受けた。客足は震災前より落ち込んでいるが、素泊まり営業から食事つきを復活させた老舗旅館もあるなど、復興・再生への取り組みが続いている。旅館の一軒「古滝屋」が2021年3月12日、福島原発事故について展示する「考証館」を開設した（原子力災害考証館 furusato）。

## アクセス
- 鉄道： JR東日本常磐線湯本駅から徒歩5~10分[2]
- 自家用車：E6 常磐道 いわき湯本ICから5分程度[2]（福島県道14号いわき石川線）

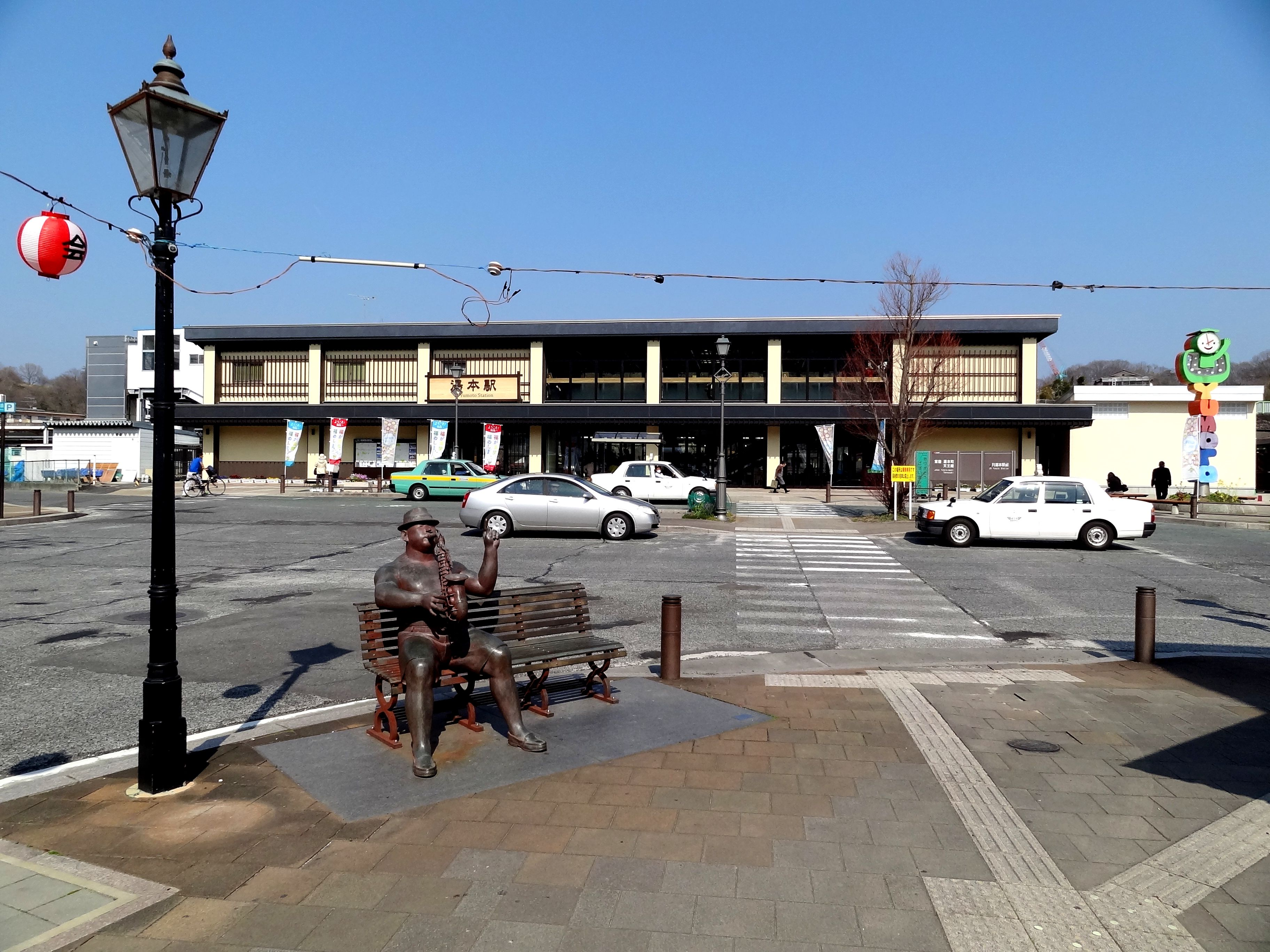
湯本駅
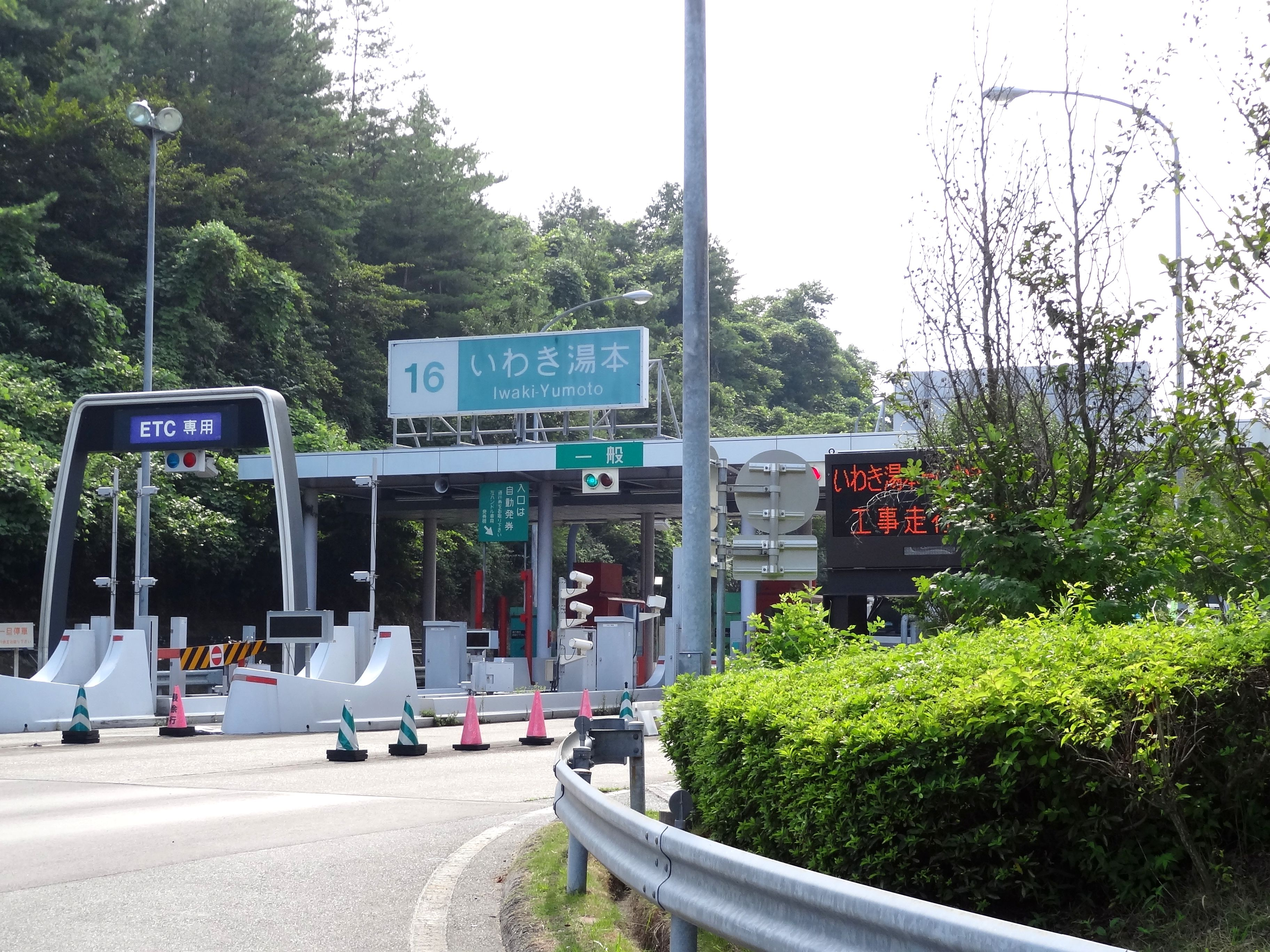
いわき湯本インターチェンジ